# Моја дедовина
Моја дедовина је српска ријалити-телевизијска емисија коју од 21. септембра 2021. године приказује РТС 1. Води је Милан Поповић, а приказује како се за четири дана са шест просечних плата реновира старо и запуштено сеоско домаћинство.

## Формат
Идејни подстицај за настанак овог серијала је глобална пандемија ковида 19 која је, поред осталог, показала колико је важно имати кућу на селу, и уопште, место на које човек може да се склони у данашње доба.
Камере су окренуте према аутентичним личностима, домаћинима који одлучују да обнове своју дедовину.
Мото серијала је да дедовина и куће предака, нису, и не могу бити на продају, јер су они суштина и покретачка енергија — светионик који указује прави пут.
Тај пут је изван урбаних средина и великих градова који су постали нездрава и несигурна места за живот. Дедовина је уточиште и сигурна база у времену короне, када свој пуни смисао добијају здраво природно окружење и дружење у кругу породице, пријатеља и комшија.
У јединственом ТВ пројекту током прве и друге полусезоне, телевизијска екипа предвођена водитељем Миланом Поповићем, одлази у различите делове Србије и помаже главним актерима серијала да обнове своју дедовину и врате јој стари сјај.